# Le Portel
Le Portel é uma comuna francesa na região administrativa de Altos da França, no departamento de Pas-de-Calais. Estende-se por uma área de 3,85 km². Em 2010 a comuna tinha 9 268 habitantes (densidade: 2 407,3 hab./km²).